# Prepozit

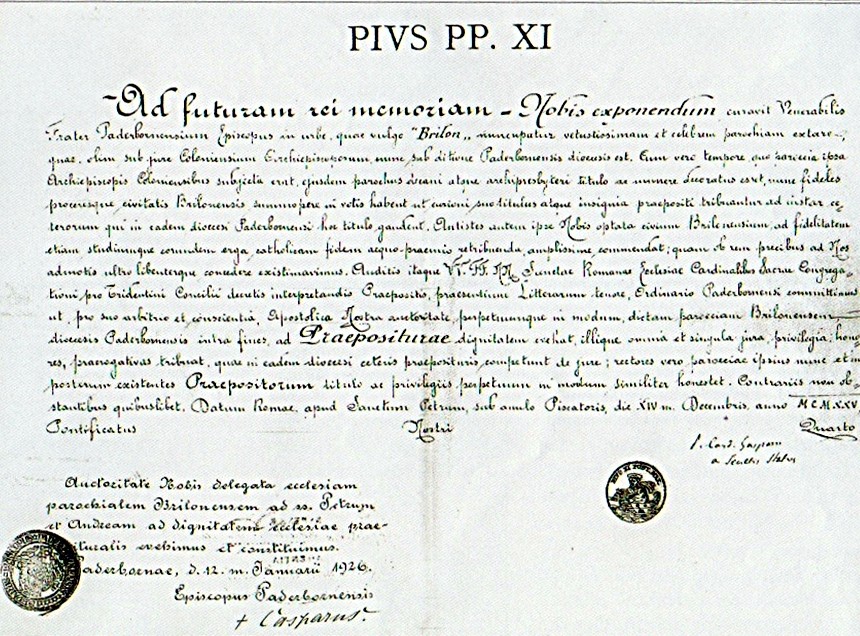
Diploma prin care papa Pius al XI-lea a ridicat biserica din Brilon la rangul de prepozitură, 14 decembrie 1925

Prepozitul (din latină praepositus, „înainte pus”; în germană Propst, în franceză Prévôt) este un titlu din dreptul canonic, care desemnează persoana aflată la conducerea unei organizații bisericești.
În Transilvania a existat Prepozitura Sibiului, desființată în anul 1424 de regele Sigismund de Luxemburg. Numeroase localități au păstrat în denumirile lor germane trimiterea la acest titlu canonic: Großprobstdorf (Proștea Mare), Probstdorf (Proștea, Proștița) etc. Denumirile românești ale acestor localități au fost schimbate de-a lungul timpului.